# Sofia Ahlbom
Sofia Carolina Ahlbom (Västerås, Suecia, 25 de noviembre de 1803 - Estocolmo, 8 de junio de 1868) fue una artista sueca de dibujo, grabado y litografía, fotógrafa, dibujante de mapas, escritora, poeta y feminista.

## Vida
Ahlbom nació en Västerås el 25 de noviembre de 1803, hija de un orfebre. Desde muy temprano mostró talento para dibujar siendo una niña, su tutor fue el grabador Grandel primero en dibujo y más tarde en grabado. Después de la muerte de su padre en 1822, ella y su hermana Gustafva Ahlbom fundaron y gestionaron una escuela de niñas para mantenerse ellas y su madre. En paralelo, hizo grabados por encargo de clientes entre los orfebres de la ciudad. Una rica benefactora admiradora de su talento le aconsejó mudarse a la capital.
En 1832, Ahlbom se mudó a Estocolmo con su madre y hermana, donde fue capaz de mantenerse a sí misma y a su familia únicamente como artista profesional: nunca se casó, pero vivió con su madre y su hermana toda su vida. Se la describió como una personalidad viva con una visión práctica y efectiva de la vida: "Una mirada más brillante sobre la vida y sus circunstancias, junto con una mente más clara y una cabeza más sensata que la de Mamsell Ahlbom, sería difícil de encontrar. Ella es, cuando se trata de negocios, tan práctica, que ningún hombre podría serlo más." Muere en Estocolmo, a la edad de 64 años.

## Grabadora
Ahlbom fue conocida primero como grabadora en cobre, plata y oro. De 1842 a 1843, estuvo activa en París, donde realizó varios grabados en piedra para el artista Jacob. Finalmente, añadió también la litografía a su campo de conocimientos. Realizó varios viajes al extranjero para estudiar las obras de arte en las que estaba especializada. 

## Fotógrafa
Ahlbom fue también activa como fotógrafa profesional. En 1864, se menciona que ella era una fotógrafa de éxito desde varios años antes, pero no se menciona el año exacto en que debutó como tal. 

## Dibujante de mapas
Ahlbom estuvo empleada como dibujante de mapas por el Navigationsskolan (Universidad de Navegación) en Estocolmo. Realizó las inscripciones para las medallas de Stockholms Slöjdskola (Escuela de Artes y Oficios de Estocolmo) y Krigsakademien vid Karlberg (Academia de Guerra en Karlberg). Ella hizo las inscripciones para el libro de heráldica del parlamento sueco (1861-64).

## Escritora
Ahlbom fue también activa como escritora, y publicó en poesía y prosa. Descrita como una autodidacta muy erudita, fue bien considerada en los círculos literarios. Fredrika Bremer mencionó a Sofia Ahlbom en Livet i gamla världen (1862).

## Asuntos sociales
Ahlbom también se comprometió en asuntos políticos. Durante 1850, uno de los temas más debatidos sobre los derechos de las mujeres fue el establecimiento de un sistema de apoyo a la jubilación para maestras profesionales, respaldado por el gobierno. Esto se hizo por iniciativa de Josefina Deland para la pensión para las maestras , en 1855, pero el proyecto corría un gran riesgo de no realizarse debido a la incompetencia de las personas responsables de ello. Sofía Ahlbom fue la sucesora de Deland como secretaria de la organización después de haber sido aprobada por el gobierno, un puesto que mantuvo durante el período de 1859-64. Se le atribuyó haberle dado una organización firme que evitó que el proyecto se disolviera.